# Club Baloncesto Estudiantes 2017-2018
Questa voce raccoglie le informazioni riguardanti il Club Baloncesto Estudiantes nelle competizioni ufficiali della stagione 2017-2018.

## Stagione
La stagione 2017-2018 del Club Baloncesto Estudiantes è la 62ª nel massimo campionato spagnolo di pallacanestro, la Liga ACB.

## Roster
Aggiornato al 23 dicembre 2024.
| Movistar Estudinates 2017-18 | Movistar Estudinates 2017-18 |
| Giocatori                    | Staff tecnico                |
| ---------------------------- | ---------------------------- |

| N. | Naz.                                                 | Ruolo | Nome                 | Anno | Alt.   | Peso   |  |
| -- | ---------------------------------------------------- | ----- | -------------------- | ---- | ------ | ------ |  |
| 1  | Serbia (bandiera)                                    | PG    | Aleksandar Cvetkovic | 1993 | 188 cm | 75 kg  |  |
| 6  | Svezia (bandiera) · Spagna (bandiera)                | P     | Ludvig Håkanson      | 1996 | 189 cm | 88 kg  |  |
| 8  | Spagna (bandiera)                                    | G     | Darío Brizuela       | 1994 | 188 cm | 75 kg  |  |
| 9  | Spagna (bandiera)                                    | A     | Edgar Vicedo         | 1994 | 204 cm | 100 kg |  |
| 10 | Stati Uniti (bandiera) · Montenegro (bandiera)       | P     | Omar Cook            | 1982 | 186 cm | 86 kg  |  |
| 11 | Rep. Dominicana (bandiera)                           | GA    | Dagoberto Peña       | 1988 | 198 cm | 98 kg  |  |
| 12 | Bosnia ed Erzegovina (bandiera) · Croazia (bandiera) | AC    | Goran Suton          | 1985 | 208 cm | 108 kg |  |
| 15 | Stati Uniti (bandiera) · Austria (bandiera)          | AP    | Sylven Landesberg    | 1990 | 198 cm | 95 kg  |  |
| 16 | Spagna (bandiera)                                    | G     | Adams Sola           | 2000 | 192 cm | 72 kg  |  |
| 17 | Senegal (bandiera) · Spagna (bandiera)               | C     | Sitapha Savané (C)   | 1978 | 202 cm | 105 kg |  |
| 21 | Stati Uniti (bandiera)                               | C     | Alec Brown           | 1992 | 216 cm | 107 kg |  |
| 22 | Stati Uniti (bandiera) · Azerbaigian (bandiera)      | AG    | Nik Caner-Medley     | 1983 | 203 cm | 106 kg |  |
| 38 | Spagna (bandiera)                                    | C     | Víctor Arteaga       | 1992 | 214 cm | 109 kg |  |

| Allenatore                                                                                      |
| - Salva Maldonado                                                                               |
| Assistente/i                                                                                    |
| - Íñigo De La Villa - José Ángel Samaniego Legenda - (C) Capitano - (IN) Inattivo - Infortunato |

## Mercato

### Sessione estiva
| Acquisti | Acquisti             | Acquisti         | Acquisti   | Acquisti |
| R.a      | Nome                 | da               | Modalità   |          |
| -------- | -------------------- | ---------------- | ---------- | -------- |
| P        | Aleksandar Cvetković | Manresa          | definitivo |          |
| P        | Ludvig Håkanson      | Barcellona       | definitivo |          |
| GA       | Dagoberto Peña       | Barcellona B     | definitivo |          |
| AP       | Sylven Landesberg    | Maccabi Tel Aviv | definitivo |          |
| AG       | Nik Caner-Medley     | Monaco           | definitivo |          |

| Cessioni | Cessioni        | Cessioni            | Cessioni       | Cessioni |
| R.       | Nome            | a                   | Modalità       |          |
| -------- | --------------- | ------------------- | -------------- | -------- |
| P        | Jaime Fernández | Andorra             | fine contratto |          |
| P        | Jamar Wilson    | Free agent          | fine contratto |          |
| G        | Jordi Grimau    | Palencia            | fine contratto |          |
| G        | Edwin Jackson   | Guangdong S. Tigers | fine contratto |          |
| AG       | Dylan Page      |                     | ritirato       |          |
| C        | Ondřej Balvín   | Bayern Monaco       | fine prestito  |          |